# Línia 7 (Rodalies Madrid)
La línia C-7 és una via fèrria adscrita a les Rodalies Madrid uneix Alcalà d'Henares i Chamartín amb la particularitat de recórrer dues vegades la zona 0 al passar per Las Rozas i l'estació de Príncipe Pío. En el seu recorregut travessa els municipis d'Alcalá de Henares (3 estacions), Torrejón de Ardoz (2 estacions), Coslada (2 estacions), Madrid (19 estacions, en 4 passa i para dues vegades), Las Rozas de Madrid (2 estacions), Majadahonda (1 estació) i Pozuelo de Alarcón (1 estació).

La freqüència de la línia és de 30 minuts, encara que al coincidir amb altres en la major part del seu recorregut els trens passen més sovint, sent en hora baixa les següents:
- 5-10 min al Corredor de l'Henares (amb línia C-2).
- menys de 5 min al túnel de la risa (amb línies C-2, C-8 i C-10).
- 10 min al tram Chamartín-Pitis (amb línies C-8 i C-10).
- 15 min al tram Pitis - el Tejar (amb línia C-8).
- 15 min al tram las Rozas - Príncipe Pío - Atocha (amb línia C-10).